# Disney XD (Japonia)
Disney XD (wcześniej Toon Disney) – japońska stacja telewizyjna należąca do Disneya emitująca głównie seriale dziecięce. Wystartowała 1 grudnia 2005. Do rebrandingu doszło 1 sierpnia 2009 zastępując stację Toon Disney. Stacja została zamknięta 31 stycznia 2021 roku.

## Programy
- 101 dalmatyńczyków
- Amerykański smok Jake Long
- Ciekawski George
- Brenda i pan Whiskers
- Chip i Dale: Brygada RR
- Stich!
- Maggie Brzęczymucha
- Byle do dzwonka
- Wymiennicy
- Nowe przygody Kubusia Puchatka
- Kacza paczka
- Aaron Stone
- You're on Toon Disney Charlie Brown
- Cory w Białym Domu
- Nie ma to jak hotel
- Chaotic
- Kod Lyoko
- Cyborg 009
- Deltora Quest
- Doki Doki Densetsu Mahoujin Guru Guru
- Lochy i smoki
- Detective School Q
- George prosto z drzewa
- Gęsia skórka
- Heroman
- Sonic X
- Ja w kapeli
- Iron Man: Armored Adventures
- Inazuma Eleven
- Jimmy Cool
- Kaiketsu Zorori
- Kick Strach się bać
- Dzieciak kontra Kot
- Mahōjin Guru Guru
- Majime ni Fumajime Kaiketsu Zorori
- MÄR
- Major
- Monster Rancher
- Net Ghost PiPoPa
- Pinky i Mózg
- Pokemon: Diamond & Pearl
- Project Blue Earth SOS
- Pucca
- Król szamanów
- Samurai Sentai Shinkenger
- Szkoła Shuriken
- Spider-Man
- Super Robot Monkey Team Hyperforce Go!
- The Spectacular Spider-Man
- The Tower of Druaga
- Odlotowe agentki
- X-Men
- Yin Yang Yo!
- Seijuu Sentai Gingaman
- Pełzaki
- Kyuukyuu Sentai GoGoFive
- W.I.T.C.H. Czarodziejki
- Zeke i Luther

## Zamknięcie
W nocy z 31 stycznia 2021 na 1 lutego, na antenie została puszczona transmisja na żywo, po której kanał został zamknięty. Teraz w opisie programu jest napisane „Kanał Disney XD zakończył emitowanie 31 stycznia 2021 roku. Dziękujemy za wasze wsparcie.” Po czym przez kilkanaście sekund była widoczna plansza, gdzie było napisane „Dziękujemy za 11 i pół roku!” a następnie koniec programu.